# Pagno di Lapo Portigiani

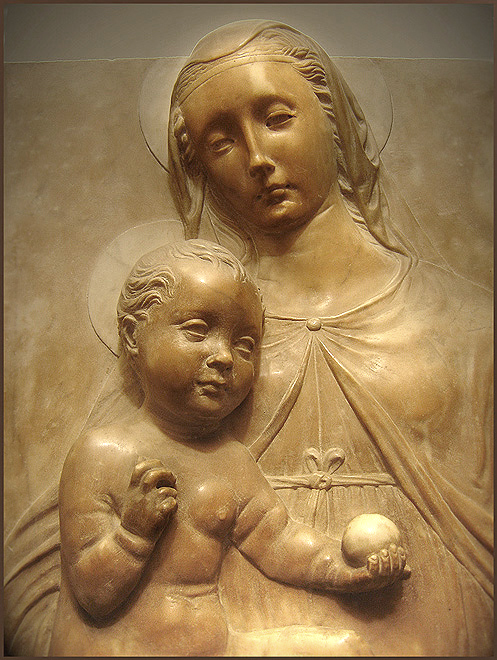
Madonna col Bambino, Museo dell'Opera del Duomo (Firenze)

Pagno di Lapo Portigiani (Fiesole, gennaio 1408 – marzo 1487) è stato uno scultore italiano.

## Biografia

### Origini
Non sono pervenuti documenti in grado di attestare la data ed il luogo di nascita dell'artista. Il primo atto che lo cita è la portata al catasto del padre Lapo di Pagno, del 13 agosto 1427, nel quale si è accennato a «un figluolo dannj diciannove ce[che] ssiva pellomondo di fuorj di questo chontado e non frutta per la chasa sua niente già e più e più tempj». In tale registrazione e nelle successive portate sono state notate chiaramente le origini fiesolane della famiglia; da ciò si può ipotizzare la nascita di Pagno nella città di Fiesole intorno al 1408, dal momento che nella portata al Catasto del 1427 venne indicato diciannovenne. Il padre si dichiarò scalpellatore di anni quarantadue, mentre la madre Bartolomea nel 1427 aveva trentotto anni.
Nell'atto non è stato precisato il nome del figlio diciannovenne, che è stato considerato comunque Pagno, anche grazie alla portata al catasto successiva, del 1428, molto più importante per le informazioni contenute, col figlio ancora fuori di casa.

### Primi lavori
Nell'atto del 1428 si parla del debito di ventotto fiorini che il figlio deve riscuotere dalla compagnia di Donatello e Michelozzo a proposito di lavori condotti a Firenze e a Pisa nei diciotto mesi precedenti.
Donatello è documentato a Pisa, per la prima volta, il 24 luglio del 1426 per un pagamento di 10 fiorini, di conseguenza si può immaginare che l'arrivo del Portigiani nella bottega sia avvenuto prima dell'arrivo del maestro a Pisa. Da ciò si evince chiaramente, essendo la portata al catasto dell'8 agosto 1428, che Pagno lavorò, quantomeno dal luglio del 1426, nella bottega dei due maestri, probabilmente alla realizzazione di alcuni particolari dei monumenti sepolcrali di Baldassarre Coscia e del cardinale Rinaldo Brancaccio. Forse vi collaborò già dal 1422-1423, come potrebbero far pensare reminiscenze in lavori successivi del Tabernacolo di Parte Guelfa in Orsanmichele, realizzato proprio in quegli anni.
Il 18 settembre del 1428 inoltre venne annotato un pagamento con Jacopo della Quercia in atto di saldare il lavoro di tre mesi all'operaio Pagno di Lapo, chiamato «maestro di pietra», per il fonte battesimale del Battistero di Siena. Un ulteriore pagamento al riguardo dell'opera senese è datato 8 marzo 1429 e lo indica come «operaio» oppure come «garzone», che fa pensare a un lavoro di minore impegno. Pagno prese in seguito spunti formali e stilistici dal fonte battesimale di Siena, per eseguire il tabernacolo di Massa Marittima.
Alcune reminiscenze di matrice tardogotica fanno pensare ad un'educazione artistica antecedente all'arrivo nella bottega dei grandi scultori rinascimentali, probabilmente avuta nella bottega paterna, certamente più arretrata. Inoltre i contatti con l'opera di Jacopo della Quercia proseguirono a Bologna, con la realizzazione delle mensole e delle lastre laterali per il Monumento funebre Vari-Bentivoglio nella basilica di San Giacomo Maggiore.
Non è da escludere un ruolo attivo del Portigiani nel [[ Monumento funebre di Bartolomeo Aragazzi ]] ascritto dal Vasari a Donatello, ma in realtà scolpito da Michelozzo di Bartolomeo tra il 1427 e il 1438. Alla sua mano può essere condotta la Madonna con Bambino di Massa Carrara, attribuita a Michelozzo nel 1999, ma più probabilmente opera del Portigiani.
Intorno agli anni trenta non è da escludere, come ha accennato Giancarlo Gentilini, il suo intervento, come autore della Madonna Torrigiani, oggi conservata al Museo del Bargello.

### Anni trenta
Dal 5 agosto del 1430 lo scultore fiesolano è attestato nell'esecuzione del Pergamo del Sacro Cingolo della Pieve di Prato, presumibilmente non partecipando alla realizzazione scultorea ma unicamente alla costruzione della struttura architettonica. Gli ultimi pagamenti a Pagno di Lapo, in questo cantiere, sono datati nove novembre 1433.
Nella sua permanenza pratese, nel 1430, scolpì la lastra tombale di Pietro Cacciafuochi per la Chiesa di San Francesco.
Nel corso degli anni trenta del Quattrocento ritornò a Siena per lavorare alla Loggia di San Paolo, denominata in seguito Casino de' Nobili, tanto che tra il 1435 e il 1436 richiese ottanta lire per aver lavorato come operaio agli ordini di Jacopo della Quercia per sette blocchi di marmo da cui trarre figure di tre braccia.
Nei tre anni successivi non sono pervenute notizie al riguardo del Portigiani, anche se probabilmente sono quelli in cui iniziò a collaborare alla decorazione della basilica fiorentina di San Lorenzo, forse esercitando insieme al Buggiano nell'altare posto nella Sagrestia Vecchia. Parrebbe poi aver continuato la collaborazione con la bottega donatelliana, contribuendo alla realizzazione della Cantoria marmorea destinata alla cattedrale di Santa Maria del Fiore, oggi conservata nel Museo dell'Opera del Duomo a Firenze. Come ha notato Arthur Rosenauer infatti «la collaborazione di vari artisti all'esecuzione di questa vasta opera è evidente. La metà destra del fregio coi putti è di qualità nettamente superiore alla metà sinistra»; la presenza di aiuti è documentata anche in atto del 17 novembre 1438.
È menzionato al suo arrivo a Perugia, dove giunse il 30 agosto 1439 come «Capud et principalis magister principalis in edificatione». Di fondamentale importanza è la qualifica, inedita per lo scultore fiesolano, di capomastro, successiva al pluriennale apprendistato presso la Compagnia di Donatello e Michelozzo ed ai lavori sotto Jacopo della Quercia. A Perugia rimase un anno dando grande impulso alla costruzione della facciata laterale della cattedrale, per la quale realizza il pulpito, la nicchia inferiore a lato dello stesso e altri lavori all'interno della cattedrale nelle colonne della navata. L'attribuzione al Portigiani del Pulpito di San Bernardino a Perugia, presuppone un ruolo di collaborazione per l'esecuzione della cantoria fiorentina, da cui il pergamo perugino derivò in maniera del tutto evidente, nella parte architettonica con le colonnine e le mensole, ma soprattutto in quella decorativa, con i vasi, le conchiglie, il fondo ornato con tessere vitree.
Il Portigiani risulta essere il primo artista di matrice donatelliana che giunse nella città umbra. Va precisato poi che la presenza del maestro fiesolano è documentata dopo poco più di un mese dall'inizio dei lavori nella facciata laterale del duomo come hanno attestato due diverse cronache locali e che quindi potrebbe essere interessante anche riguardo alla progettazione architettonica. In tal modo i lavori nella cattedrale perugina potrebbero rappresentare la prima collaborazione in questo campo di Pagno di Lapo, precedendo i lavori fiorentini a Palazzo Medici, in San Lorenzo ed alla Santissima Annunziata, oltre naturalmente le molteplici opere bolognesi.

### Anni quaranta

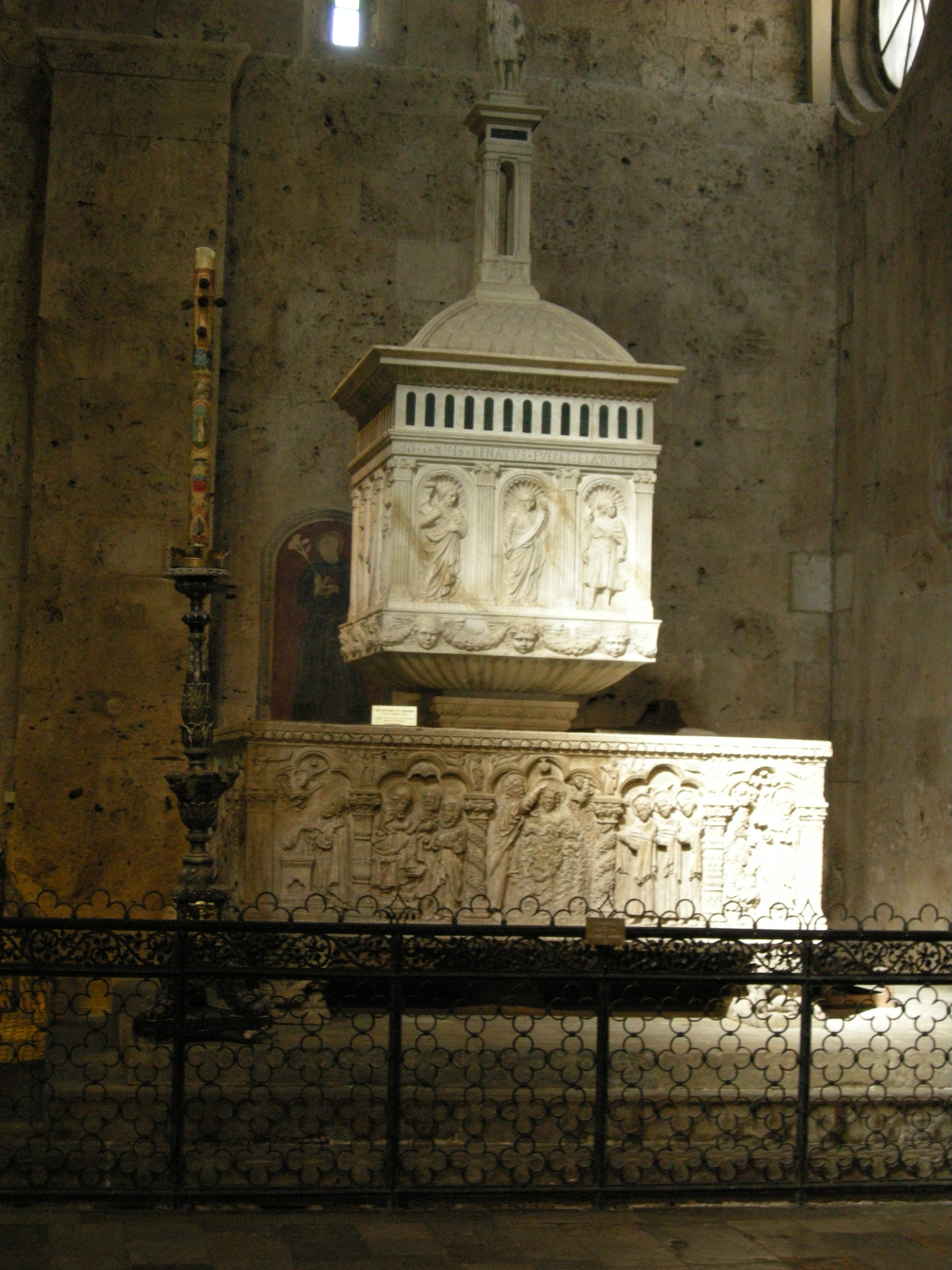
Fonte battesimale del Duomo di Massa Marittima

Inoltre se nel 1442 venne chiamato a terminare il Lavabo del Buggiano in Santa Maria del Fiore, e forse proprio la partecipazione alla realizzazione della cantoria posta sopra l'ingresso della stessa sagrestia in cui si trovava l'acquaio, potrebbe aver giocato in favore del suo intervento. Analizzando il documento dell'Opera del Duomo, permane il dubbio sul ruolo avuto; esso ha accennato alla partecipazione di Pagno di Lapo per terminare l'acquaio, a causa del saldo, considerato non congruo da parte di Andrea di Lazzaro Cavalcanti, autore anche del primo acquaio presente nella sagrestia.
Pagno di Lapo anche in seguito, per gli incarichi fiorentini degli anni quaranta, continuò ad operare in qualità di collaboratore di Michelozzo e di altri scultori.
Tra il [1445] e il 1448 tornò a collaborare con Michelozzo, a Palazzo Medici. Nel 1447 realizzò, con Giovanni Rossellino, il tabernacolo posto sopra il fonte battesimale nel Duomo di Massa Marittima.
Iniziò poi la collaborazione all'opera per la quale fu maggiormente è ricordato dalle fonti successive, la Cappella della Vergine nella basilica della Santissima Annunziata a Firenze, in collaborazione ancora con Michelozzo e con Maso di Bartolomeo. Non è da escludere poi una partecipazione ai due tabernacoli della basilica di Santa Maria dell'Impruneta. In particolare vicino al suo stile è quello dedicato alla Madonna, mentre l'altro è dedicato al Crocifisso, che in cui è stato rappresentato il momento del rinvenimento dell'immagine miracolosa della Vergine.
Altra possibile partecipazione, visti i richiami e le somiglianze, potrebbe essere stata il Tabernacolo della Cappella del Crocifisso in San Miniato al Monte, costruito nel 1448. Inoltre negli stessi anni potrebbe aver contribuito alla decorazione della Cappella Pazzi in Santa Croce.
Tra le opere conservate nella chiesa francescana, è stata notata una certa affinità con il lavabo a forma di tabernacolo posto nella sagrestia della chiesa. Il Gori Montanelli ha inoltre ipotizzato una partecipazione dello scultore fiesolano alla costruzione delle finestre della biblioteca dell'Annunziata, tra il 1450 e il 1453, vista la somiglianza con i lavori bolognesi, di palazzo Bolognini.
La letteratura artistica poi, pur in maniera dubitativa, gli ha assegnato, datandola intorno al 1451, la Madonna col Bambino del Museo dell'Opera del Duomo, che invece sembra essere vicina allo stile di Antonio Rossellino.

### A Bologna
Nel 1451 Pagno raggiunse Bologna dove si impegnò alla decorazione delle cappelle della basilica di San Petronio. Buona parte della letteratura artistica gli ha attribuito la cancellata con i quattro putti della Cappella Rossi. L'opera però non può essere del Portigiani, visto che i quattro putti sono copia di quelli con scudi araldici di Francesco di Simone Ferrucci, conservati nella collezione Bevilacqua, databili al 1479-1480, quando Pagno di Lapo era morto da un decennio. Venne invece pagato con Lorenzo Broccolo, per il rivestimento esterno di quattro nuove cappelle dal lato di Palazzo dei Notai. Poi, dal 1454, realizzò il disegno per Palazzo Bolognini, costruendo anche il portico ed il portale.
Si è accennato al possibile intervento di Pagno per la realizzazione del portale in terracotta della Cappella di San Bernardino in San Francesco a Bologna, all'incirca nel 1451. Oltre a ciò si occupò della costruzione e della decorazione della Cappella Bentivoglio in San Giacomo Maggiore. Nella stessa chiesa sono state attribuite a Pagno di Lapo due mensole e le lastre laterali del sepolcro di Anton Galeazzo Bentivoglio, il monumento equestre di Annibale Bentivoglio, del 1458, nel quale, insieme a caratteri gotici, convivono evidenti citazioni donatelliane. In San Domenico nel 1459 realizzò la cappella Volta e nei medesimi anni progettò e iniziò la costruzione di Palazzo Bentivoglio, distrutto nel 1507.
Pure una bifora di marmo, proveniente da Palazzo Grati, oggi conservata al Museo civico, può essere considerata opera del Portigiani databile al 1466-1467.

### Rientro a Firenze
Nel 1462 tornò a Firenze e venne attestato come capomastro in San Lorenzo. Potrebbe aver contribuito alla realizzazione delle cappelle del fianco meridionale realizzate tra il 1463 e il 1465 ed aver iniziato la costruzione del fianco settentrionale della chiesa. In questo senso non si può del tutto escludere un suo intervento, con un ruolo secondario, nella cantoria di San Lorenzo, del 1459-1462; ma la finezza dell'intaglio e i richiami al periodo padovano di Donatello, portano a dubitare circa una sua eventuale partecipazione.
Negli anni del ritorno a Firenze non da escludere un'ulteriore collaborazione con la bottega dei Rossellino, nello specifico con Giovanni Rossellino con cui aveva già collaborato al tabernacolo di Massa Marittima. In particolare dal 1464 Giovanni Rossellino realizzò il sepolcro di Filippo Lazzari in san Domenico a Pistoia, per il quale, già Luca Caburlotto nel saggio dedicato a Giovanni Rossellino, venne ipotizzata un'eventuale partecipazione del Portigiani, non con un ruolo operativo, bensì come consulente. D'altronde è evidente che, in assenza di elementi a lui prossimi nella parte scultorea, vi siano invece tipologie architettoniche vicine al suo stile, quali le mensole che sorreggono il monumento o il tendaggio che riprende il Monumento Coscia.
Al 1462 è datata il monumento sepolcrale a Giovanni Chellini nella chiesa di San Domenico a San Miniato, attribuita da Vasari a Pagno di Lapo, ma in seguito riferita a Bernardo Rossellino. Tuttavia, considerando la presenza dello scultore fiesolano a Firenze nel 1462, si può ipotizzare il suo intervento a San Miniato al Tedesco nella realizzazione del sepolcro. In aggiunta, il Portigiani fu capomastro di San Lorenzo negli anni in cui il suo antico maestro, Donatello, realizzò i due pulpiti per la basilica laurenziana.

### Ritorno a Bologna
Nel 1467 a Bologna gli venne commissionato il perduto portico della cattedrale, San Pietro, e la porta anteriore della stessa chiesa con in alto le statue dei Santi Pietro e Paolo. Inoltre partecipò alla creazione della Cappella Ludovisi in San Domenico nel 1467. Guido Zucchini sostenne, a proposito della Loggia del Monte di Pietà, che «forse non fu estranea a Pagno di Lapo». Aldo Foratti, la assegnò, senza alcuna esitazione, al Portigiani per «il secondo sopracciglio a trecce e dentelli, con la graziosa testina nella freccia de' timpani, i capitelli vari, le colonne di laterizio scoperto e le ghiere di mattoni che s'associano ad insoliti ricami di terracotta».
Il Foratti immaginò in seguito che i canonici di San Pietro abbiano commissionato al Portigiani una versione ridotta del portico della cattedrale, per la propria residenza e concluse affermando che l'azione riformatrice di questa loggia, pur fatta in maniera sobria e frettolosa non possa che essere opera del Portigiani.
In realtà l'edificio, innalzato per la prima volta nel 1470, venne ricostruito nel 1758 da Marco Antonio Bianchini, coadiuvato dal Torrigiani.  Quindi, non è in alcun modo possibile assegnare l'edificio preesistente a Pagno di Lapo, a causa dell'assenza di elementi documentari e di elementi dell'edificio del 1470, che possano avvicinarsi allo stile dell'architetto fiesolano. Oltretutto è difficile pensare che il Portigiani possa aver realizzato l'edificio nel 1470, quando era probabilmente morto, vista l'assenza di notizie.

### Ultimi anni
Nel 1468 ottenne un salvacondotto per allontanarsi dalla città e dilazionare i propri debiti con cadenza decennale. L'ultimo documento che lo riguardò, ancora in vita, fu la sua portata al Catasto del 1469, nella quale accennò ai possedimenti fiesolani, senza però specificare il proprio domicilio. Quindi non è possibile affermare con certezza che Pagno sia ritornato a Firenze, prima della morte, anche se, la redazione della portata al catasto nel 1469 a Fiesole, la prima dopo quella del 1458 e il salvacondotto del 1468 per allontanarsi da Bologna, portano ad supporre un ritorno in Toscana prima della morte.
L'ultima traccia della sua esistenza è documentata nel 1487, quando il figlio Francesco di Pagno dichiarò, nella portata al catasto, di aver ereditato da Pagno di Lapo e sua madre i possedimenti fiesolani.